# Euploea splendens
Euploea splendens är en fjärilsart som beskrevs av Butler 1866. Euploea splendens ingår i släktet Euploea och familjen praktfjärilar. Inga underarter finns listade i Catalogue of Life.